# ドン・リースアンドレンタル
株式会社ドン・リースアンドレンタルは、日本のリース会社。北海道札幌市北区北26条西4丁目1番15に本社を置く、石狩管内で1971年（昭和46年）に創業されたレンタル及びリース販売会社。

## 概要

### 事業内容
- リース物件満了処理業務
- リース満了物件及び解約物件の売買
- 上記に附帯する一切の業務
- 中古OA機器の買取及び販売
- 産業廃棄物の収集運搬及び中間処理業務
- 廃車買取及び解体業務

### 事業所
- 本社：〒001-0026 北海道札幌市北区北26条西4丁目1-15
- PC再生センター
  - 札幌リユースセンター：北海道札幌市北区北26条西4丁目1-15
  - 千歳リユースセンター：北海道千歳市上長都1034-8
- 中古パソコンショップ：札幌市清田区清田1-1（ヤマダ電機清田店敷地内）
- 自動車リサイクルセンター：北海道千歳市上長都1034-8
- 産業廃棄物処分場
  - 千歳産業廃棄物処分場：北海道千歳市上長都1034-8
  - 発寒産業廃棄物処分場：北海道札幌市西区発寒15条12丁目2-10
  - 仙台営業所：宮城県柴田郡川崎町大字今宿字川崎原164-2